# ۳۸ گاوران
۳۸ گاوران یک ستاره است که در صورت فلکی گاوران قرار دارد.